# Маріано Тельєс-Хірон
Маріано Тельєс-Хірон (ісп. Mariano Francisco de Borja José Justo Téllez-Girón y Beaufort-Spontin; 19 липня 1814 — 2 червня 1882) — військовий діяч і дипломат Іспанії, відомий гульвіса та марнотратник. Гранд Іспанії. Повне ім'я Маріано Франсіско де Борха Хосе Хусто Тельєс-Хірон Бофор-Спонтін.

## Титули
12-й герцог Осуна, 11-й герцог Пастрана, 15-й герцог Бежар, 14-й герцог Аркос, 15-й герцог Бенавенте, 15-й герцог Інфантадо, 16-й герцог Пласенсія, 16-й герцог Гандіа, 14-й герцог Медіна де Ріосеко, 11-й герцог Лерма, 11-й герцог Естремера, 12-й герцог Франкавілла; 14-й маркіз Пеньяф'єль, 16-й маркіз Сантільяни, 17-й маркіз Тавара, 12-й маркіз Терранова, маркіз Сеа, маркіз Гібралеона, маркіз Ломбея, маркіз Захари, маркіз де Ангвесо, маркіз Сенета маркіз Альманара, маркіз Алгесіла; 17-й граф Бенавенте, 8-й граф Фонтанар, 16-й граф Уренья, граф Майорга, граф Баньярес, граф Оліва, граф Майальде, граф Белалькасар, граф Реал де Мансанарес, граф Салданья, граф Сід, граф Мельгар де ла Фронтера, граф Байлен, граф Вільяда.

## Життєпис
Походив з роду іспанських грандів. Другий син Франсіско Тельєс-Хірон, герцога Осуни, і Марії Франциски Бофор-Спонтін і Альварес де Толедо. Народився 1814 року в Мадриді. 1820 року помирає батько, після чого разом зі старшим братом Педро виховувався матір'ю та бабусею Марією Жозефою Алонсо Піментель-і-Тельєс-Хірон, графинею Бенавенте. Отримав титул маркіза Терранова. У 1830 році після смерті останнього опинився під опікою бабусі.
1833 року вступив до королівського караульного полк надштатним кадетом, серед його перших обов'язків було супровід траурної карети з тілом щойно померлого короля Фердинанда VII. Невдовзі пожертвував усі власні статки на користь лазарету вищезгаданої Королівської охорони. До середини 1835 року він перебував у загонах з охорони палаців Ель-Ескоріаль, Сан-Ільдефонсо, Ель-Пардо та Алькасар у Сеговії. Водночас в цей час захопився грою в карти.
27 вересня 1835 року був відправлений до Північної армії як ад'ютант головнокомандувача Луїса Фернандеса де Кордови. Невдовзі відзначився у битві при Мендігорії проти карлістів. Протягом наступних років звитяжив в усіх подальших битвах Першої карлістської війни. 1836 року став членом ордену Калатрави. 1837 року нагороджено орденом Сан-Фернандо. Того ж року відзначився в обороні Мадриду від військ карлістів. 1838 року через стан здоров'я пішов у відставку. Невдовзі призначається послом на коронацію королеви Вікторії. Також обирається сенатором до кортесів від Кадісу.
1844 року після передчасної смерті старшого брата Педро успадкував решту родинних титулів та володінь, зокрема ренту в 5 млн песет. Почав розкішне життя. Невдовзі перебирається до Парижу. 1853 року стає послом у Парижі на весіллі Наполеона III та Євгенії де Монтіхо (коханцем матері якої герцог Осуна колись був). З 1856 до 1868 року був надзвичайним послом у Санкт-Петербурзі. Він відмовився від зарплатні, а також узяв усі видатки іспанського посольства на себе. 1860 року був ініціатором торговельної угоди між Іспанією та Росією, але російський імператор Олександр II так й не дав згоди. У 1861 році був нагороджений орденом Золотого руна королеви Ізабелли. 1866 року пошлюбив представницю німецького аристократичного роду Зальм-Зальм. 1868 року після повалення королеви Ізабелли II подав у відставку.
У 1881 році був представником Іспанії на весіллі спадкоємця Німецької імперії Вільгельма Гогенцоллерна. Помер 1882 року у своєму замку Борінг. Виявилося, що він банкрут, мавши борг в 44 млн песет. Вираз «Не будь наче Осуна» (ісп. ni que fueras Osuna) досі відомий у зв'язку з його величезними витратами, використовується для позначення когось, хто є марнотратником. Оскільки померлий не мав спадкоємців, то під тиском короля герцогство Осуна залишилось у руках роду Тельєс-Хірон, а герцогство Інфантадо було передано роду Артеага.

## Маєтності
Говорили, що він міг перетнути половину Іспанії, не покидаючи своїх володінь. Він був останнім жителем своєї родини в Аламеда-де-Осуна, невеликому палаці на околиці Барахаса в Мадриді. Він мав важливі сільськогосподарські володіння в Севільї, Гвадалахарі та Естремадурі.